# Alvin Colina
Alvin Enrique Colina (nacido el 26 de diciembre de 1981 en Puerto Cabello, Carabobo, Venezuela) es un cácher de béisbol profesional que actualmente es agente libre. Él jugó en las Grandes Ligas con los Rockies de Colorado en 2006.
Firmado por los Rockies de Colorado como agente libre aficionado en 1998, Colina hizo su debut de la Liga Mayor de Béisbol con los Rockies de Colorado el 18 de septiembre de 2006, en contra de los Gigantes de San Francisco en el Coors Field en Denver, Colorado. Recogió un sencillo productor en su primer turno al bate.
Colina fue designado para asignación por los Rockies de 7 de septiembre de 2007, y reclamado de waivers por los Rojos de Cincinnati el 11 de septiembre. Colina no jugó para los Rojos y se convirtió en agente libre después de la temporada. El 5 de diciembre de 2007, los Reds volvieron a firmar Colina a un contrato de ligas menores con una invitación a los entrenamientos de primavera. Él se convirtió en agente libre al final de la temporada de 2008 y firmó un contrato de ligas menores con una invitación a los entrenamientos de primavera con los Bravos de Atlanta en enero de 2009.
El 10 de marzo de 2011, firmó un contrato con los Barnstormers Lancaster.
Colina fue cambiado a los Riversharks donde jugó durante dos temporadas pero no logró ser un jugador consistente. No fue llamado de nuevo por el equipo de los Riversharks y más tarde jugó con el equipo del Sur de Maryland. En MD Colina no pudo entregar consistencia y como resultado no fue contratado por los Blue Crabs en la temporada del 2014. Como muchos jugadores en las ligas independientes. Colina actualmente se encuentra en su país natal Venezuela como agente libre.